# Kamferboom
De kamferboom (Camphora officinarum) is een groenblijvende boom die 20–30 m hoog wordt. De kamferboom komt voor in Taiwan, het zuiden van Japan, zuidoost China en Indochina. Uit de kamferboom werd de stof kamfer gewonnen die als specerij en vooral als medicament werd toegepast.

## Synoniemen
- Camphora camphora (L.) H.Karst.
- Camphorina camphora (L.) Farw.
- Cinnamomum camphora (L.) J.Presl
- Laurus camphora L.
- Persea camphora (L.) Spreng.